# سيمان
سيمان (بالإنجليزية: Seaman)، هي لعبة فيديو يابانية، والتي نشرها شركة سيغا، صدرت اللعبة في الأسواق سنة 1999، وذلك على منصة دريم كاست، ثم أعيد إصدارها سنة 2001 على منصة بلاي ستيشن 2، حيث تم إصدار الجزء الثاني من السلسلة سنة 2007، وذلك على منصة بلاي ستيشن 2 فقط.